# Toroba (Douroula)
Pour les articles homonymes, voir Toroba.
Toroba est une commune située dans le département de Douroula de la province du Mouhoun au Burkina Faso.

## Géographie
La commune accueille sur son territoire la forêt nationale de Toroba.